# Bayerischer Schwimmverband
Der Bayerische Schwimmverband e. V. (kurz BSV) ist einer der mitgliederstärksten Verbände im Deutschen Schwimm-Verband (DSV) und einer der größten der 52 bayerischen Sportverbände. Laut eigenen Angaben im Verbandsheft 2023 hat er 78.981 Mitglieder in 260 Vereinen (Stand 2023). Der BSV ist ordentliches Mitglied des Deutschen Schwimm-Verbandes und Mitglied des Bayerischen Landes-Sportverband e. V. (BLSV). Der BSV hat seinen Sitz in München.

## Geschichte
Der Verband wurde am 4. Februar 1946 in München gegründet. Er ist der Zusammenschluss von Vereinen, in denen Schwimmsport betrieben wird und die dem Bayerischen Landes-Sportverband e. V. angehören.
Der BSV gehört zur Landesgruppe Süd des Deutschen Schwimm-Verbandes. Er untersteht auf nationaler Ebene dem Deutschen Schwimm-Verband, auf europäischer Ebene der European Aquatics (LEN) und auf globaler Ebene der World Aquatics.

## Bezirke
Der BSV ist in folgende Bezirke unterteilt:
- Oberbayern
- Niederbayern
- Oberpfalz
- Oberfranken
- Mittelfranken
- Unterfranken
- Schwaben